# Cristiano Alves Pereira
Cristiano Alves Pereira, mais conhecido como Cris (Joinville, 9 de outubro de 1980), é um ex-futebolista naturalizado togolês que atuava como zagueiro.

## Carreira
Cris surgiu para o futebol nas categorias de base do Joinville de sua cidade natal. Logo se transfeiru para a Europa para atuar no Rieti da Itália, aonde não obteve grande destaque e voltou ao Brasil para atuar no Juventus de Jaraguá. Transferiu-se para a Chapecoense em 2001, aonde permaneceu por dois anos.
O ano de 2003 marcou como nunca a carreira de Cris, após voltar ao Juventus, o jogador, juntamente com outros jogadores de origem brasileira, foi convocado pelo então técnico da Seleção Togolesa de Futebol o brazuca Antônio Dumas, para atuar na seleção do país africano contra Quênia e Mauritânia em partidas válidas pelas eliminatórias da Copa das Nações Africanas, além de um amistoso contra o Kumasi Asante Kotoko de Gana.
No ano de 2004, passou a atuar pelo Metropolitano aonde permaneceu até a metade do ano seguinte. Seguiu novamente para a Itália para realizar um teste no Brescia, mas não foi aprovado e logo contratado pelo FC Rouen da França. Após uma temporada, Cris voltou ao Metropolitano.
No final de 2006, Cris segue para mais uma "aventura", atuar no futebol de Hong Kong por um dos clubes mais tradicionais do país, o South China. A transferência foi por empréstimo mas, devido a grande atuação que teve no clube, no ano seguinte foi contratado em definitivo.
No ano de 2009, volta ao Juventus aonde permanece até o final do ano. Em 2010, foi contratado pelo Brusque e conquista, com o time, a Copa Santa Catarina.
No ano de 2011, passou pelo Imbituba e depois foi para o Brasil de Pelotas.
Atualmente, Cris se encontra sem clube, pois saiu do Brasil de Pelotas por que não estava jogando muitas partidas.

## Títulos
Juventus-SC
- Campeão Catarinense da Série B1 - 2004

Brusque
- Campeão da Copa Santa Catarina - 2010

Marcílio Dias
- Campeonato Catarinense da Divisão Especial - 2010